# Čong Po-kjong
Čong Po-kjong (korejsky 정 보경), (* 17. dubna 1991) je jihokorejská zápasnice – judistka, stříbrná olympijská medalistika z roku 2016.

## Sportovní kariéra
Vystudovala univerzitu Kjong-ki v Suwonu. Připravuje se v Ansanu. V jihokorejské seniorské reprezentaci se pohybuje od roku 2011. V roce 2012 se na olympijské hry v Londýně nekvalifikovala. Na svojí olympijskou premiéru si musela počkat do roku 2016. Po nevýrazném výkonu na asijském mistrovství vyladila formu na olympijské hry v Riu, ve čtvrtfinále vyřadila nasazenou jedničku Mongolku Uranceceg a postoupila do finále. Ve finále již nestačila na judo Argentinky Pauly Paretové a po jejím ko-uči-gari ve druhé minutě prohrála na wazari. Získala stříbrnou olympijskou medaili.

### Vítězství
- 2012 - 2x světový pohár (Budapešť, Ulánbátar)
- 2013 - 1x světový pohár (Oberwart)
- 2015 - 2x světový pohár (Praha, Tchaj-wan)
- 2016 - 1x světový pohár (Řím, Düsseldorf)

## Výsledky
| Turnaj            | 2011            | 2012            | 2013            | 2014            | 2015            | 2016            |
| Turnaj            | 20              | 21              | 22              | 23              | 24              | 25              |
| Turnaj            | superlehká váha | superlehká váha | superlehká váha | superlehká váha | superlehká váha | superlehká váha |
| ----------------- | --------------- | --------------- | --------------- | --------------- | --------------- | --------------- |
| Olympijské hry    |                 | —               |                 |                 |                 | 2.              |
| Mistrovství světa | úč.             |                 | —               | —               | 3.              |                 |
| Asijské hry       |                 |                 |                 | 3.              |                 |                 |
| Mistrovství Asie  | —               | —               | 7.              |                 | —               | 7.              |